# Сахан Досова
Саха́н До́сова (нар. 27 березня 1879, Каркаралінськ — 9 травня 2009) — казахська довгожителька, ймовірно одна з найстаріших жінок на планеті.

## Біографія
Згідно з радянськими паспортними даними, Сахан народилася 27 березня 1879 року в аулі біля Каркаралінську Каркаралінського району Карагандинської області. За словами самої Досової і її родичів, вона вступила в шлюб у 18 років, народила сімох дітей, але діти не пережили голодомор 1932—1933-го років. Чоловік загинув у Другу світову під Сталінградом. Після війни Досова одружилася вдруге і народила ще трьох дітей. Другий чоловік Аймакаш помер в 1954 році.
Померла Сахан Досова 9 травня 2009 року. У неї залишилося 3 дітей, 8 онуків, 12 правнуків і 24 праправнуків.

## Сумніви щодо віку
Довгожительку виявили цілком випадково під час національного перепису населення Казахстану в лютому 2009 року. Пропонувалося внести Досову в книгу рекордів Гіннеса як найстарішу людину Землі.
Управління статистики Карагандинської області після опрацювання архівів заявило, що підтверджує достовірність записів, зазначених у паспорті Досової — у матеріалах 1924 року, коли проводився перший в казахських селах перепис населення, зазначалося, що Сахан Досовій 45 років. Проте, чи та Сахан Досова і нинішня — це одна особа, в управлінні довести не змогли.
Скептики стверджують, що, оскільки у казахських селян в першій половині ХХ сторіччя не було документів, що засвідчують народження, було поширено називати власну дату народження навмання. Крім того, молодшій доньці Досової у 2009 році було 65 років. Отже, народила її Сахан, коли їй було 65 років. Крім того, фахівці медико-генетичного центру при управлінні охорони здоров'я Карагандинської області, ґрунтуючись на зовнішніх ознаках жінки, наполягали на тому, що Сахан ніяк не може бути старшою 100—110 років.